# تی-اکس
تی-ایکس (به انگلیسی: T-X) که در برخی موارد به عنوان ترمیناترکیس (Terminatrix) نیز گفته می شود، یک سایبورگ خیالی در سری نابودگر است که توسط کریستانا لوکن ایفا شده‌است. اولین حضور این شخصیت در فیلم نابودگر ۳: خیزش ماشینها به عنوان شخصیت منفی بود. تی-ایکس اولین نابودگر مؤنث به‌شمار می‌رود.

## حضور در فیلم‌ها

### نابودگر ۳:خیزش ماشین‌ها
او از سوی اسکای‌نت از زمان آینده به زمان گذشته فرستاده شد تا رهبر آینده انسان‌ها جان کانر را از بین ببرد و اطمینان حاصل کند که اسکای‌نت بدون هیچ گونه دخالتی پیروز خواهد شد. ماموریت او کشتن همسر آینده جان، کیت بروستر و پدرش رابرت خالق اصلی اسکای‌نت است. تی-ایکس وارد یک فروشگاه می‌شود، یک زن را می‌کشد، ظاهر خود را به شکل او درمی آورد.
هنگامی که کیت بروستر را در بیمارستان دامپزشکی ردیابی می‌کند جان کانر را پیدا می‌کند و او را به هدف اصلی خود تبدیل می‌کند. هنگام بازجویی از کیت یک نابودگر تی-۱۰۱ که برای محافظت از اهداف تی-ایکس فرستاده شده بود جان و کیت را نجات می‌دهد. پس از تعقیب، تی-ایکس نامزد کیت را می کشد. او نزدیک بود کیت را بکشد اما جان و نابودگر به او می‌رسند و او را نجات می‌دهند. تی-ایکس با انجام مأموریت ثانویه خود، به سیستمهای تحقیقاتی سایبر نفوذ کرده و ماشینهای مسلح شده این بخش را که اکثر کارمندان را می‌کشند فعال می‌کند. تی-ایکس موفق به کشتن رابرت بروستر و اطمینان از ظهور اسکای‌نت می‌شود. پس از درگیری با نابودگر، جان و کیت را به سمت Crystal Peak، یک پایگاه نظامی دنبال می‌کند. درست هنگام آماده شدن برای کشتن آنها، نابودگر با هلیکوپتر وارد می‌شود و به سمت تی-ایکس سقوط می‌کند. تی-ایکس، با اسکلت اندوتونیک در نیمه شکسته و آشکار شده خود، می‌خزد و تعقیب می‌کند. نابودگر آن را گرفته و سلول سوخت هیدروژن خود را در دهان تی-ایکس قرار می‌دهد و هر دو را از بین می‌برد. اگرچه تی-ایکس نتوانست جان و کیت را بکشد، اما موفق به به‌وجود آمدن اسکای‌نت شد.